# 古比奥
古比奥（Gubbio）是意大利翁布里亚大区佩鲁贾省城市，位于亚平宁山脉的小山英吉诺山（Mt. Ingino）的山坡 
古比奥的历史中心完全是中世纪的：深灰色石材的外观，狭窄的街道，和哥特式建筑。许多房屋修建于14和15世纪，原来富裕商人的住宅，通常在正门前还设有狭窄的小门，称为死门（porta dei morti），据说用于运送死在屋内的人。但真正的目的并不清楚，其中一个最有可能的理论是，门是业主用来保护自己，不向身份不明的人开放。

## 古迹和景点
- 罗马剧院，建于公元前一世纪 利用当地石灰石建造，原来的直径是70米。夏季用于古代诗人和作家讲座。
- 罗马陵墓
- 大型的 Consoli宫（14世纪上半叶），设有博物馆
- 嘉布里耶利宫和塔楼（Gabrielli）
- 主教座堂，兴建于12世纪末，最突出的特点是正立面的玫瑰窗，和四位福音書作者的标志：约翰的鹰，马可的狮子, 马太的天使和路加的牛。
- 总督府（Palazzo Ducale），建于1470年，最著名的是内院，类似乌尔比诺总督府，木雕面板现藏于纽约的大都会艺术博物馆。
- 圣方济各教堂（13世纪下半），该市唯一有两个通道的宗教建筑。左侧的壁画追溯到15世纪。
- 新圣母教堂，典型的13世纪熙笃会建筑。内部是14世纪的壁画描绘了所谓的圣母宫 （1413年）。圣奥古斯丁修道院也属于熙笃会，有一些壁画。
- 薇薇安加布里埃尔东方收藏馆，收藏西藏，尼泊尔，中国和印度的艺术品。藏品由英国殖民官员和冒险家埃德蒙维维安加布里埃尔爵士捐献给市政当局，其祖先在中世纪是古比奥领主。
- Madonna del Belvedere (1413)
- 圣乌巴多圣殿（Basilica di Sant'Ubaldo）位于城外，有中殿和四个通道，值得注意的是大理石祭台和描绘该市主保圣人圣乌巴多生平的窗户。

## 友好城市
- 法國 坦恩
- 法國 普罗旺斯地区萨隆
- Wertheim,德国
- Jessup,美国宾州
- 萨萨里,意大利

## 圖片

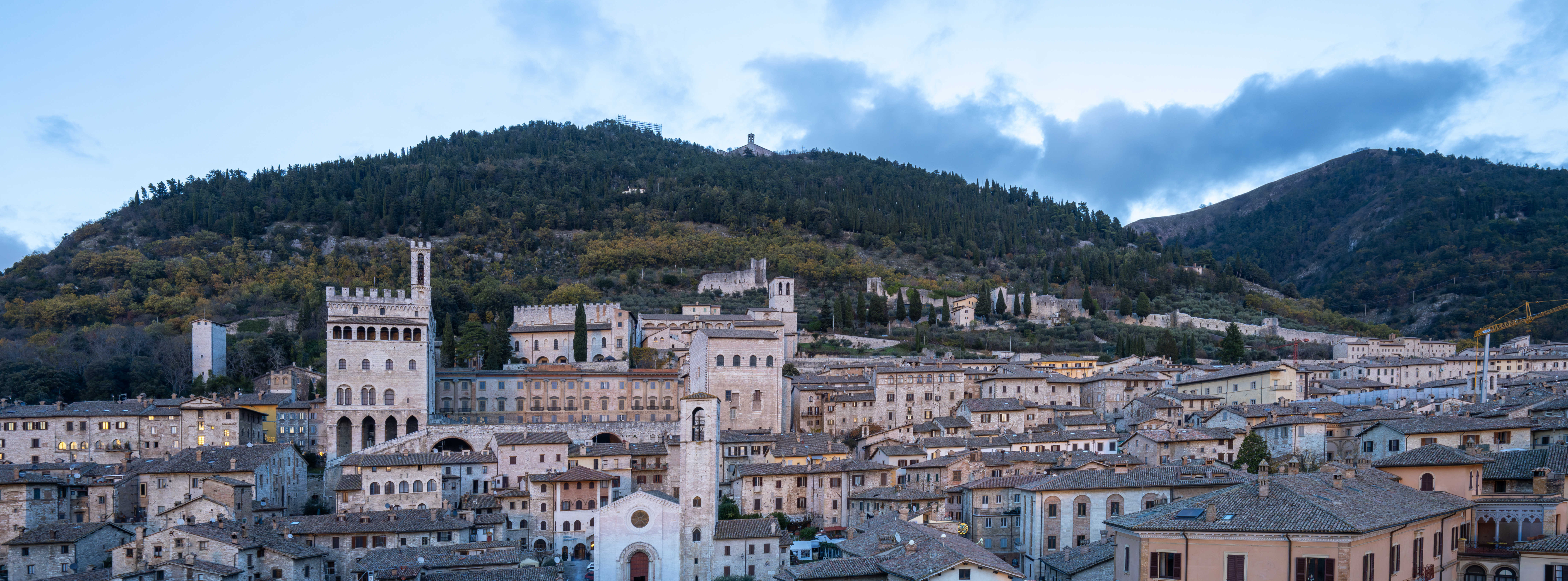
山上一處廣場
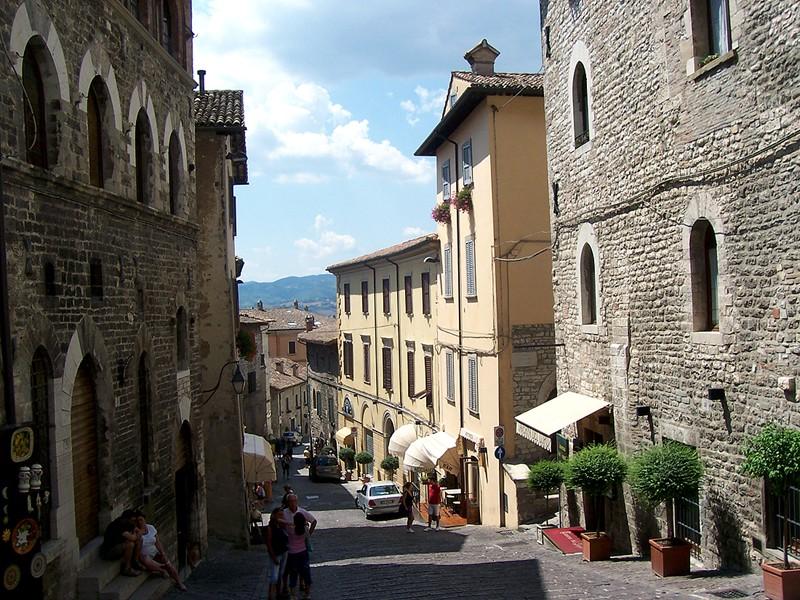
街景